# Чуюнчинский сельсовет
Чуюнчинский сельсовет — муниципальное образование в Давлекановском районе Башкортостана.

## История
Согласно «Закону о границах, статусе и административных центрах муниципальных образований в Республике Башкортостан» имеет статус сельского поселения.

## Население
| 2002  | 2009  | 2010  | 2012  | 2013  | 2014  | 2015  |
| ----- | ----- | ----- | ----- | ----- | ----- | ----- |
| 1152  | ↘1105 | ↗1173 | ↘1149 | ↘1133 | ↘1122 | ↗1128 |
| 2016  | 2017  |       |       |       |       |       |
| ↘1106 | ↘1097 |       |       |       |       |       |

## Состав сельского поселения
| № | Населённый пункт  | Тип населённого пункта       | Население |
| - | ----------------- | ---------------------------- | --------- |
| 1 | Чуюнчи            | село, административный центр | ↗475      |
| 2 | Чуюнчи-Николаевка | село                         | ↗558      |
| 3 | Алга              | деревня                      | ↗88       |
| 4 | Яскаин            | деревня                      | ↘52       |

В 1981 году из сельсовета была исключена опустевшая деревня Владимировка.
Еще ранее опустели деревни Потоки, Никольское, Александровка, Бердям, Энергия, Чулпан, Батрак.